# Rivière Opaoca
La rivière Opaoca est un affluent du Lac Olga à Eeyou Istchee Baie-James, dans la région administrative du Nord-du-Québec, dans la province canadienne de Québec, au Canada.
Le cours de la rivière traverse successivement les cantons de Bourbaux, Berthiaume, Noyelles, Le Tardif, Comporte et Pouchot.
Le bassin versant de la rivière Opaoca est desservi par diverses routes forestières notamment la route R1026 (sens Nord-Sud). La route du Nord venant de Matagami passe à 19,4 km à au Nord-Ouest de l’embouchure de la rivière Opaoca. La surface de la rivière est habituellement gelée du début novembre à la mi-mai, toutefois la circulation sécuritaire sur la glace se fait généralement de la mi-novembre à la mi-avril.

## Géographie
Les principaux bassins versants voisins de la rivière Opaoca sont :
- côté Nord : lac Olga, rivière Waswanipi ;
- côté Est : lac au Goéland, lac Waswanipi, rivière Waswanipi, rivière Baptiste, rivière Iserhoff ;
- côté Sud : rivière Baptiste, rivière Bell ;
- côté Ouest : rivière Bell.

La rivière Opaoca prend sa source à l’embouchure du Lac de l'Anorthosite (longueur : 1,6 km ; altitude : 336 m). Ce lac chevauche les cantons de Bourbaux, Berthiaume et Noyelles.
L’embouchure de ce lac est située à :
- 12,8 km au Sud-Est de l’embouchure de la rivière Opaoca (confluence avec le Lac Olga (rivière Waswanipi) ;
- 32,3 km au Sud-Est de l’embouchure du Lac Olga (rivière Waswanipi) ;
- 60,3 km au Sud-Est de l’embouchure du lac Matagami ;
- 97 km au Sud-Est de l’embouchure du lac Soscumica ;
- 233 km au Sud-Est de l’embouchure de la rivière Nottaway) ;
- 48,0 km à l’Est du centre-ville de Matagami.

À partir de sa source, la « rivière Opaoca » coule sur 66,6 km selon les segments suivants :
- 5,3 km vers le Sud-Ouest, en formant une courbe vers l’Est, jusqu’au pont d’une route forestière R1026 (sens Nord-Sud) ;
- 24,6 km vers le Sud-Ouest, puis le Nord-Ouest, en serpentant jusqu’à un coude de rivière ;
- 8,8 km vers le Nord jusqu’à un ruisseau (venant de l’Est) ;
- 6,9 km vers le Nord-Ouest en serpentant jusqu’à un ruisseau (venant de l’Ouest) ;
- 6,5 km vers le Nord-Est, jusqu’à un ruisseau (venant du Nord-Ouest) ;
- 11,2 km vers l’Est dans un élargissement progressif de la rivière, jusqu’à un ruisseau (venant de l’Est) ;
- 3,3 km vers le Nord dans un élargissement de la rivière, jusqu’à son embouchure[2].

La « rivière Opaoca » se déverse au fond de la baie de la rive Ouest du Lac Dana (Eeyou Istchee Baie-James). Ce dernier se déverse sur la rive Ouest du lac Evans lequel est traversé vers le Nord par la rivière Broadback.
L’embouchure de la rivière Opaoca est située à :
- 19,8 km au Sud-Est de l’embouchure du Lac Olga (rivière Waswanipi) ;
- 46,8 km au Sud-Est de l’embouchure du lac Matagami ;
- 18,8 km au Sud-Ouest du Lac au Goéland (rivière Waswanipi) ;
- 220 km au Sud-Est de l’embouchure de la rivière Nottaway ;
- 35,3 km à l’Est du centre-ville de Matagami.

## Toponymie
Vraisemblablement d'origine crie, l’origine de cet hydronyme serait une déviation du mot « opawakaw », signifiant qu’il y a « une passe, un rétrécissement entre des bancs de sable ». La Commission de géographie du Québec avait officialisé ce nom en 1948. La graphie Opaoka apparait sur la carte du canton de Pouchot conçue par le ministère des Terres et Forêts en 1965.
Le toponyme « rivière Opaoca » a été officialisé le 5 décembre 1968 à la Commission de toponymie du Québec, soit à la création de cette commission